# Толебийский район
Толебийский район (каз. Төле би ауданы) — район Туркестанской области Республики Казахстан, расположен в юго-восточной части области. Административный центр — город Ленгер. Численность населения — 117 765 человек. Территория района — 3 150 км².
Район образован 1 февраля 1932 года из части ликвидированного Чимкентского района как Бадамский район Южно-Казахстанской области, центр района — город Чимкент. 27 февраля 1932 года Бадамский район переименован в Ленгерский.
С 21 мая 1932 года центром Ленгерского района являлось село Беловодское, с октября 1935 года — рабочий посёлок Ленгер-Уголь. 1 октября 1945 года рабочий посёлок Ленгер-Уголь переименован в Ленгер.
1 октября 1945 года Ленгерский район переименован в Георгиевский район, его центром стало село Георгиевка. В июне 1956 года центр перенесён в город Ленгер.
11 января 1963 года Георгиевский район ликвидирован, его территория передана в Ленинский район Чимкентской области.
2 января 1967 года образован Ленгерский район с центром в городе Ленгер.
В 1991 году Ленгерский район переименован в Толебийский район в честь Толе би — знаменитого бия Старшего жуза, одного из авторов свода законов Казахского ханства «Жеты Жаргы».
В Толебийском районе расположены известный заповедник Аксу-Жабаглы, Сайрам-Угамский национальный парк, детский учебно-оздоровительный центр «Тау самалы», ставший вторым Артеком, санаторий «Бургулюк», зона отдыха «Альтекс», горнолыжная база. Толебийская земля привлекает своей красотой и уникальной природой. В последние годы в район приезжают туристы из дальнего и ближнего зарубежья, решением главы области район в ближайшем будущем станет туристическим центром Юга Казахстана.
Названия большинства населенных пунктов района были переименованы решением ономастической комиссии области в годы независимости. Перечень населённых пунктов района: Алгабас, Достык, Биринши Мамыр, Алишер Навои, Тагайна, Бейнеткеш, Жанажол, Ынтымак, Жыланбузган, Султанрабат, Зертас, Елтай, Маятас, Акбастау, Алатау, Саркырама, Таскешу, Каратобе, Алшалы, Ханарык, Тонкерис, Майбулак, Костобе, Кызылжалау, Узынарык, Кенесарык, Каскасу, Керегетас, Диханкуль, Жамбыл, Онтустик, Тасарык, Коксаек, Каракия, Аккум, Момынай, Жанауюм, Бургулюк, Шубарагаш, Екпенды, Косагаш, Корган, Кайнар, Нысанбек, Жанатурмыс, Текесу, Уюмшил, Ангирата, Акбастау, Киелитас, Акайдар, Акжар, Тогус.

## Население
Национальный состав (на начало 2025 года):
- казахи — 83 933 чел. (68,36 %)
- узбеки — 23 433 чел. (19,08 %)
- русские — 5225 чел. (4,25 %)
- азербайджанцы — 2927 чел. (2,38 %)
- турки — 2734 чел. (2,22 %)
- курды — 1449 чел. (1,18 %)
- татары — 718 чел. (0,58 %)
- чеченцы — 550 чел. (0,44 %)
- другие — 1813 чел. (1,47 %)
- всего — 122 782 чел. (100,00 %)

## Административное деление
1. Акжарский сельский округ
2. Аккумский сельский округ
3. Алатауский сельский округ
4. Сельский округ Биринши Мамыр
5. Зертасский сельский округ
6. Жогаргы Аксусский сельский округ
7. Кемекалганский сельский округ
8. Коксаекский сельский округ
9. Киелитасский сельский округ
10. Казгуртский сельский округ
11. Каратобинский сельский округ
12. Каскасуйский сельский округ
13. Когалинский сельский округ
14. Тасарыкский сельский округ

## Главы
1. Батырбек Кошербайулы Кошербай
2. Ауелхан Елтайулы Тургымбеков
3. Парманов Бухарбай Рыскулулы (08.2016—07.2018)
4. Омарбеков Бауыржан Бакытулы (с 07.2018—02.2021)
5. Телгараев Толеген Туртаевич (с 02.2021)
6. Алимкулов Еркеғали Амантайұлы (с 2024)